# Baeyer-Probe
Die Baeyer-Probe, benannt nach Adolf von Baeyer, ist ein qualitatives Verfahren der analytischen Chemie, um ungesättigte Kohlenwasserstoffverbindungen, insbesondere Alkene,  nachzuweisen.

## Durchführung
Die zu untersuchende Substanz wird mit dem Baeyer-Reagenz, bestehend aus Natriumcarbonat und Kaliumpermanganatlösung, versetzt. Wird die violette Lösung bereits in der Kälte entfärbt und entsteht ein brauner Niederschlag, so ist dies ein Nachweis für ungesättigte Kohlenwasserstoffe. Die Farbänderung ist die Folge einer Redoxreaktion, bei der, unter Spaltung einer Kohlenstoff-Kohlenstoff-Doppelbindung, Braunstein und ein Manganat(VI) sowie ein Diol entstehen:
Bei der Baeyer-Probe entsteht zunächst ein Manganat(V) (MnO3−). Dieses disproportioniert zu Mangan(IV)-oxid und Manganat(VI) (MnO42−).
Für Verbindungen, die in Wasser unlöslich sind, kann auch eine alkoholische Permanganatlösung verwendet werden. Führt man die Baeyer-Probe mit essigsaurer Kaliumpermanganatlösung durch, besteht der Nachweis ebenfalls in einer Entfärbung der violetten Lösung.
Die Baeyer-Probe zeigt jedoch nicht nur eine positive Reaktion auf Alkene. Alkine und eine Reihe weiterer Verbindungsklassen werden ebenfalls durch Kaliumpermanganat oxidiert. So ergeben auch Aldehyde, Ameisensäure und ihre Ester, Phenol- und Anilinderivate sowie Mercaptane und Thioether einen positiven Test.
Dabei erfolgt die Oxidation von Alkinen mit Kaliumpermanganat unübersichtlich. Je nach Wahl der Reaktionsbedingungen bilden sich
- Carbonsäuren (Verwendung wässriger Kaliumpermanganatlösung)
- α-Diketone (wasserfreie Dichlormethan-Lösung, die unter Phasentransferbedingungen mit festem Kaliumpermanganat oxidiert wird)
- α-Diketone und weitere Oxidationsprodukte (Dichlormethan-Lösung, die unter Phasentransferbedingungen mit wässrigem Kaliumpermanganat oxidiert wird)